# Synema diana
Synema diana là một loài nhện trong họ Thomisidae.
Loài này thuộc chi Synema. Synema diana được Jean Victor Audouin miêu tả năm 1826.